# Yanka Kupala
Yanka Kupala (Janka Kupała,  em bielorrusso:  Янка Купала; 7 de julho de 1882 - 28 de junho de 1942) foi o pseudônimo de Ivan Daminikavich Lutsevich (em bielorrusso:  Іва́н Даміні́кавіч Луцэ́віч), um poeta e escritor bielorrusso. Kupala é considerado um dos maiores escritores de língua bielorrussa do século XX.

## Biografia

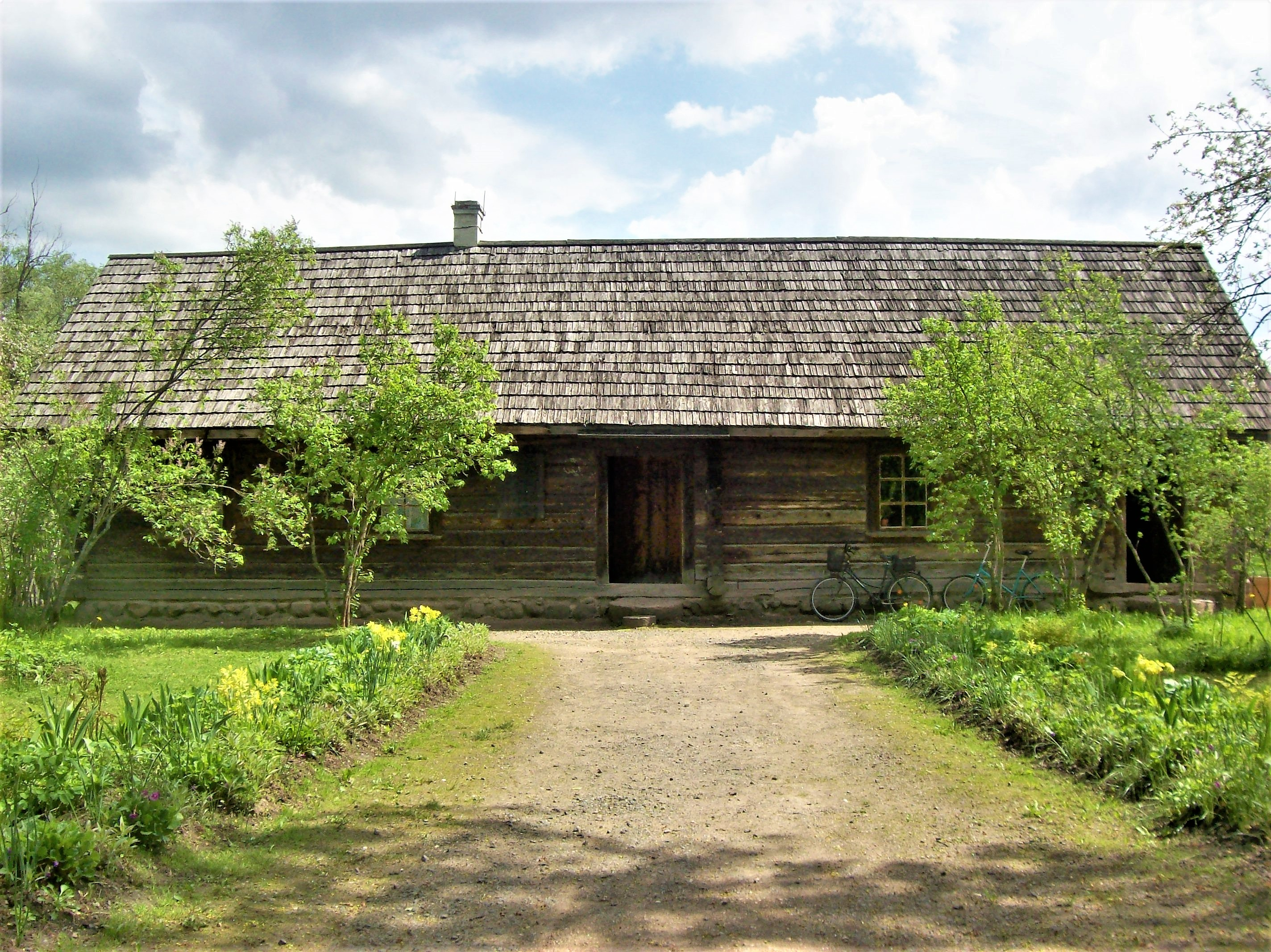
Casa onde Yanka Kupala nasceu (Folwark Viazynka, distrito de Minsk, Bielorrússia)

Kupala nasceu em 7 de julho de 1882 em Viazynka, um assentamento Folwark perto de Maladzyechna. Sua família era nobre, apesar de ambos os pais de Kupala serem empregados como arrendatários no Folwark. Kupala foi, assim, essencialmente, nascido em uma classe de camponeses sem terra. Kupala recebeu uma educação tradicional bielorrussa, concluindo seus estudos em 1898. Após a morte de seu pai em 1902, Kupala trabalhou em vários empregos de curta duração, inclusive como um tutor, um assistente de loja, e um responsável por registros.
A primeira tentativa literária séria de Kupala foi Ziarno, um poema sentimental em língua polaca que foi concluído por volta de 1903-1904 sob o pseudônimo de "K-a". Seu primeiro trabalho em língua bielorrussa ("Мая доля") foi datado de 15 julho de 1904. O primeiro poema publicado de Kupala, "Мужык" ("Camponês"), foi publicado cerca de um ano mais tarde, aparecendo em bielorrusso no jornal russófono bielorrusso Severo-Zapadnyi Krai (krai do noroeste) em 11 de maio de 1905. Uma série de poemas posteriores por Kupala apareceram no jornal em língua bielorrussa Nasha Niva de 1906-1907.